# الإيدز في إسواتيني

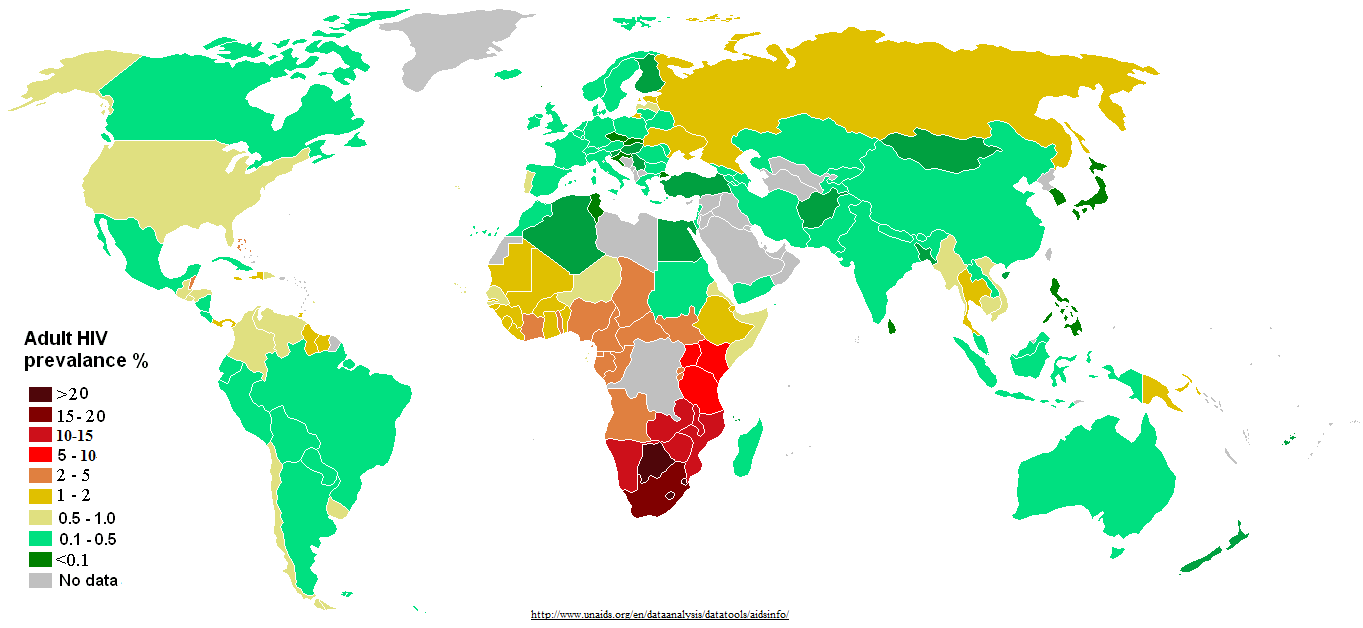

وصل مرض الايدز في إسواتيني إلى مستويات عالية تصل إلى حد كونه وباءً متفشياً

## تاريخ انتشار المرض
لا يزال فيروس نقص المناعة من أكبر التحديات الاقتصادية والاجتماعية التي تواجهها حكومة إسواتيني؛ فمنذ الإعلان عن أول حالة مصابة بالمرض عام 1986 والمرض ينتشر بصورة كبيرة.
وقد أظهرت المراقبة الدورية لعيادات ما قبل الولادة في البلاد ارتفاعاً ثابتاً في انتشار فيروس الايدز بين النساء الحوامل اللائي يترددن على العيادات. وذكرت المراقبة الأخيرة للنساء قبل الولادة أن معدل انتشار الفيروس بين الحوامل يصل إلى 42.6٪ في عام 2004. منها 28٪ بين الشابات اللاتي تتراوح أعمارهن بين (15-19). و56٪ بين النساء اللاتي تتراوح أعمارهن بين (25-29).
وقد أظهر مؤشر التنمية البشرية لبرنامج الأمم المتحدة الإنمائي أن متوسط العمر المتوقع في إسواتيني قد انخفض من 61 سنة في عام 2000، إلى 32 سنة في عام 2009 نتيجة لهذا الفيروس. وكان آخر بيانات منظمة الصحة المتاحة عام (2002) يبين أن 64٪ من مجموع الوفيات في البلاد كان بسبب فيروس الإيدز.وفي عام 2009 ما يقدر بنحو 7,000 شخص توفي من الإيدز لنفس الأسباب. من مجموع السكان البالغ عددهم حوالي (1185000 نسمة)؛ مما يعني أن فيروس الإيدز يقتل ما يقدر بنحو 0.6٪ من سكان إسواتيني كل عام.
وقد أشار تقرير الأمم المتحدة للتنمية انه إذا استمر تفشى المرض بهذه الصورة الوبائية فسيتم اعتبار إسواتيني كمنطقة «تهديد خطير».

## الموروثات الثقافية المسببة للمرض
التقاليد في إسواتيني لا تشجع الممارسات الصحيحة والآمنه في العلاقة الزوجية كاستخدام الواقى الذكرى والزواج من امرأة واحدة فقط؛ كما ان كثرة الإنجاب وتعدد الزوجات من العادات الشائعة في إسواتيني.

أيضاً تنتشر بكثرة في إسواتيني حالات الاغتصاب؛ وقد سُجِل أن 18% من الاعتداءات الجنسية تحدث لطلبة المدارس الثانوية.
وقد تيتم عدة آلاف من الأطفال بسبب الإيدز، وفقط 22٪ يكبرون بين أسرة تعولهم.

## الإجراءات القومية للتعامل مع المرض
في عام 2003 تم إنشاء اللجنة الوطنية للتعامل مع حالات الايدز الحرجة (NERCHA) للتنسيق مع مختلف الجهات للتعامل مع الفيروس، وتتولى وزارة الصحة تنفيذ توصيات وقرارات اللجنة. وقد استطاعت اللجنة بتنفيذ استراتيجيات ساهمت في مكافحة المرض والحد من انتشاره بين (2000-2005). أما في الفترة بين (2006-2008) تم تطبيق خطة عمل جديدة لمكافحة المرض وجرى تطويرها على يد مجموعات من الخارج من اصحاب المصلحة الوطنية.
وحتى الآن؛ فإن الإجراءات المتبعة من قبل اللجنة هي الوقاية، والرعاية، والدعم، وتخفيف الأثر، والمتابعة مع المرضى، والرصد والتقييم.

## وصلات خارجية
- National Emergency Response Council on HIV/AIDS (NERCHA)
- Ministry of Health